# Agalliopsis bifida
Agalliopsis bifida är en insektsart som beskrevs av Rauno E. Linnavuori och Delong 1979. Agalliopsis bifida ingår i släktet Agalliopsis och familjen dvärgstritar. Inga underarter finns listade i Catalogue of Life.